# لین جو
لین جو (انگلیسی: Lin Ju؛ زادهٔ ۱ سپتامبر ۱۹۷۹) یک بازیکن تنیس روی میز اهل جمهوری دومینیکن است.